# ЮІП (Ювяскюля)
«ЮІП» (фін. JYP Jyväskylä) — хокейний клуб з міста Ювяскюля, Фінляндія.

## Історія
Клуб засновано 1923 року, як спортивний клуб, де розвивали футбол, хокей з м'ячем, хокей із шайбою та баскетбол. У 1977 році хокей відокремився від решти видів спорту, а згодом і решта секцій стали самостіними одиницями.
Хокейний клуб стартував у першому дивізіоні Фінляндії а у сезоні 1985–86 років дебютував на вищому рівні.
У 1999 році команда змінює назву. ЮІП двічі вигравав СМ-Лігу у 2009 та 2012 роках.
8 вересня 2010 року фіни уклала партнерську угоду з клубом НХЛ «Бостон Брюїнс», щоб забезпечити трансфер гравців і тренування між двома командами та систему розвитку між клубами.
У сезоні 2017–18 ЮІП виграв Лігу чемпіонів перегравши у фіналі шведський клуб «Векше Лейкерс» з рахунком 2–0. У наступному сезоні стартував, як чинний переможець але на груповому етапі посів лише третє місце і вибув з подальшої боротьби.

## Домашня арена
«Сінергія-арена» відкрита в 1982 році. Стадіон вміщує 4437 глядачів.

## Досягнення
Лійга
- Чемпіон (2): 2009, 2012
- Срібний призер (2): 1989, 1992
- Бронзовий призер (5):  1993, 2010, 2013, 2015, 2017